# Linum arboreum
Linum arboreum är en linväxtart som beskrevs av Carl von Linné. Linum arboreum ingår i släktet linsläktet, och familjen linväxter. Inga underarter finns listade i Catalogue of Life.